# Centrado de carril

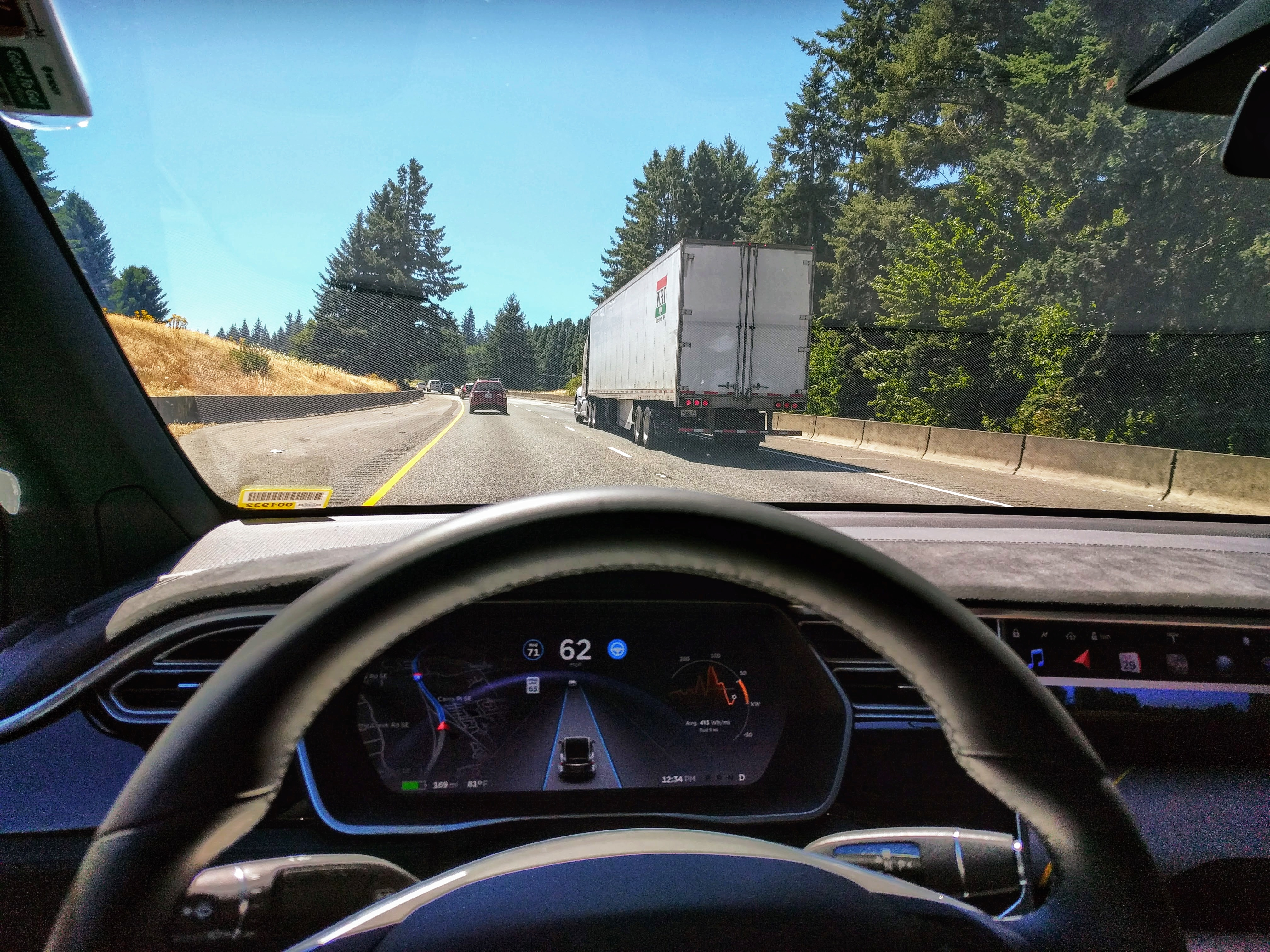
Uso del sistema Autopilot de Tesla

En terminología de transportes por carreteras, centrado de carril, también conocido como auto dirección, es un sistema avanzado de asistencia al conductor que mantiene el vehículo centrado un carro en el carril, aliviando al conductor de la tarea de controlar la dirección. El centrado de carril es similar a la advertencia de abandono de carril, pero en vez de avisarle al conductor, o alejarse de los bordes del carril, mantiene al carro centrado en el carril.
Junto con el control de crucero adaptativo (ACC), esta función puede permitir la conducción inasistida durante algunos segundos. Tal es la definición de un nivel 2 de autonomía de conducción, donde dos o más funciones trabajan de manera conjunta para tomar el mando en una parte de la conducción.
Algunas funciones que diferencian los sistemas son qué tan bien se desempeñan en las vueltas, limitaciones de velocidad y si el sistema se reanuda después de que el automóvil tiene que detenerse.
Los sistemas de centrado de carril actuales dependen de marcas de carril visibles. Típicamente no pueden descifrar marcas de carril desvanecidas, faltantes, incorrectas o sobrepuestas. Las marcas cubiertas de nieve o viejas marcas aún visibles pueden limitar la habilidad del sistema. El Super Cruise de GM solo funciona en autopistas conocidas que han sido mapeadas correctamente, usa una combinación de estos mapas y posicionamiento GNSS de precisión proporcionado por el servicio de corrección RTX GNSS de Trimble, todo para determinar si el Super Cruise puede ser activado o no.
La mayoría de los vehículos requieren que se mantengan las manos en el volante, pero el super cruise de GM monitorea los ojos del conductor para asegurarse que hay ojos humanos observando el camino, y por lo tanto permite conducción sin manos.
Además de para vehículos de pasajeros, se espera que también se equipe esta tecnología en tractocamiones, comenzando con la Tesla Semi y otros proveedores en 2019.

## Historia
Los primeros sistemas de centrado de carril disponibles comercialmente se basaban en los sistemas disponibles en el mercado por parte de Mobileye, tales como el Autopilot de Tesla y el Propilot de Nissan, aunque Tesla cambió a un sistema propio cuando Mobileye terminó su alianza. Un puñado de compañías como Bosch, Delphi y Mobileye proveen sensores, unidades de control e incluso algoritmos a los fabricantes de automóviles, quienes después integran y refinan esos sistemas. A pesar de que no es directamente atribuible al centrado de carril, la tasa de choques en los Tesla Model S y Model X equipados con el sistema de Mobileye se redujo casi 40% mientras que el Autopilot de Tesla estaba en uso.

## Principio de funcionamiento
El sistema de detección de carriles usado por el sistema de advertencia de abandono de carril usa técnicas de procesamiento de imágenes para detectar cambios de carril desde imágenes en tiempo real alimentadas a través de una cámara montada en el automóvil. Algunos ejemplos de técnicas de procesamiento de imagen utilizadas incluyen la transformada de Hough, detección de borde de Canny y filtro de Gabor.

### Noticias
- Which Cars Have Autopilot for 2019?
- Not much faith in lane-centering technology Oct 2019
- Cars with Autopilot in May 2019
- Why Level 3 automated technology has failed to take hold.  July 21, 2019

- Datos: Q48814862